# دیوید شوئنبرگ
 دیوید شوئنبرگ (انگلیسی: David Shoenberg؛ زاده ۴ ژانویهٔ ۱۹۱۱ درگذشته ۱۰ مارس ۲۰۰۴) یک دانشمند اهل بریتانیا بود.